# 酔ろれいひ
『酔ろれいひ』（よろれいひ）は日本の漫画家有間しのぶによる短編読み切り漫画である。
1994年の年末に『週刊漫画アクション』に10頁の読み切りで掲載されたが、好評のため続編も10頁掲載されることになった。作者自身の実体験に基づく話であることが暗示されている（ほとんど明示と言える）。アルコール依存症の主人公が同病の仲間と一緒に酒を飲み、無茶をし、怪我をし、入院する様などがギャグ漫画として描かれている。
アルコール依存症（作中では「アル中」と表現）の女の部屋の荒れた有様や、酔っ払いの狼藉や事故・怪我などが克明に描かれている。